# فیلیس فریزر
فیلیس فریزر (انگلیسی: Phyllis Fraser؛ ‏ ۱۳ آوریل ۱۹۱۶ – ۲۴ نوامبر ۲۰۰۶) نویسنده، روزنامه‌نگار و بازیگر اهل ایالات متحده آمریکا بود.
از فیلم‌ها یا برنامه‌های تلویزیونی که وی در آن نقش داشته‌است می‌توان به جوانان مبارز، مردان کوچک و سیزده زن اشاره کرد.